# Raïon de la Louza
Le raïon de la Louza (en russe : Прилузский район, Priluzski raion, en komi : Луздор район, Luzdor raion) est un raïon de la république des Komis, en Russie.

## Géographie
D'une superficie de 13 168 km2, le raïon de la Louza est situé au sud de la république des Komis.
Le raïon de la Louza est bordé par le raïon de Sysola au nord-est, le raïon de  Koïgorodok à l'est, l'oblast de Kirov au sud et l'oblast d'Arkhangelsk à l'ouest et au nord.
Le raïon regroupe 16 municipalités rurales : Gourievka, Letka, Loïma, Moutnitsa, Nochoul, Obiatchevo, Prokopïevka, Sloudka, Spasporoub, Tcheryomoukhovka, Tchitaïevo, Tchornych, Vaïmes, Verkholouzïe, Voukhtym et Zanoulje.
Le centre administratif est le village d'Obiatchevo situé à 189 kilomètres de Syktyvkar la capitale de la république.
Selon le recensement de 2002, 59,9 % des habitants sont Komi, 35,1 % sont russes, 2,2 % sont ukrainiens et 0,5 % sont biélorusses.
Environ 87 % de la superficie du raïon est forestière.
Son plus grand fleuve est la Louza.
Sa partie la plus méridionale appartient au bassin versant de la Letka.
Le raion est traversé par la route  entre Kirov et Syktyvkar.
L'économie repose sur l'utilisation des ressources forestières, la production de viande et de lait et l'industrie alimentaire.
Les minéraux extraits sont principalement l'argile, le calcaire, la marne et la dolomite.

## Démographie
La population du raïon de la Louza a évolué comme suit:
| 2002   | 2009   | 2011   | 2013   | 2015   |
| ------ | ------ | ------ | ------ | ------ |
| 24 762 | 22 393 | 20 588 | 19 451 | 18 677 |

| 2019   | 2021   | - | - | - |
| ------ | ------ | - | - | - |
| 16 916 | 17 953 | - | - | - |

## Galerie

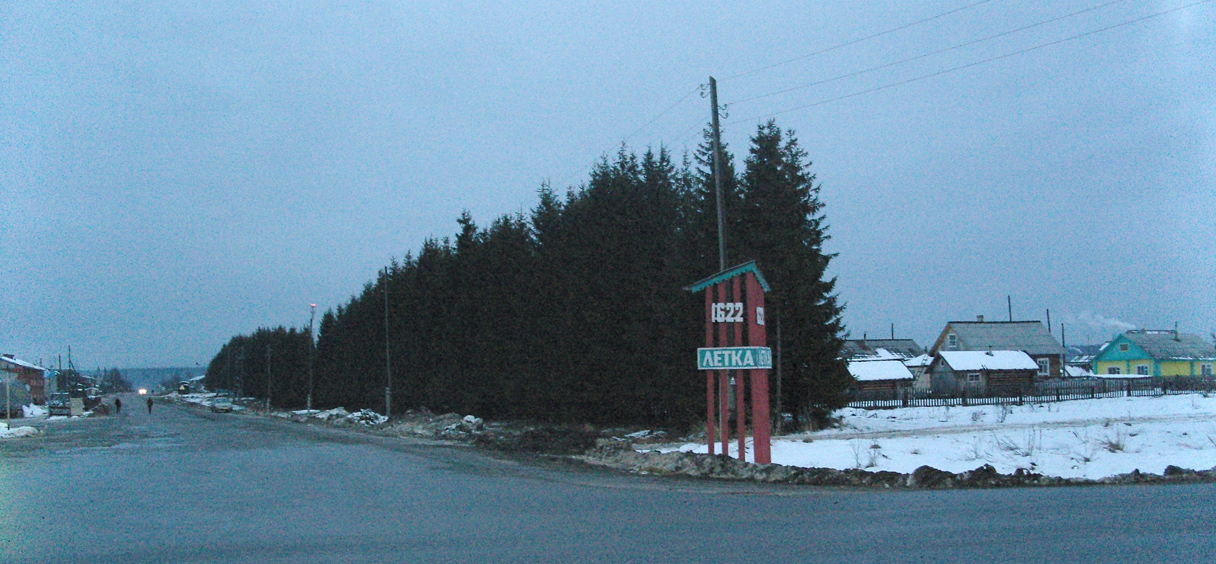
Letka.
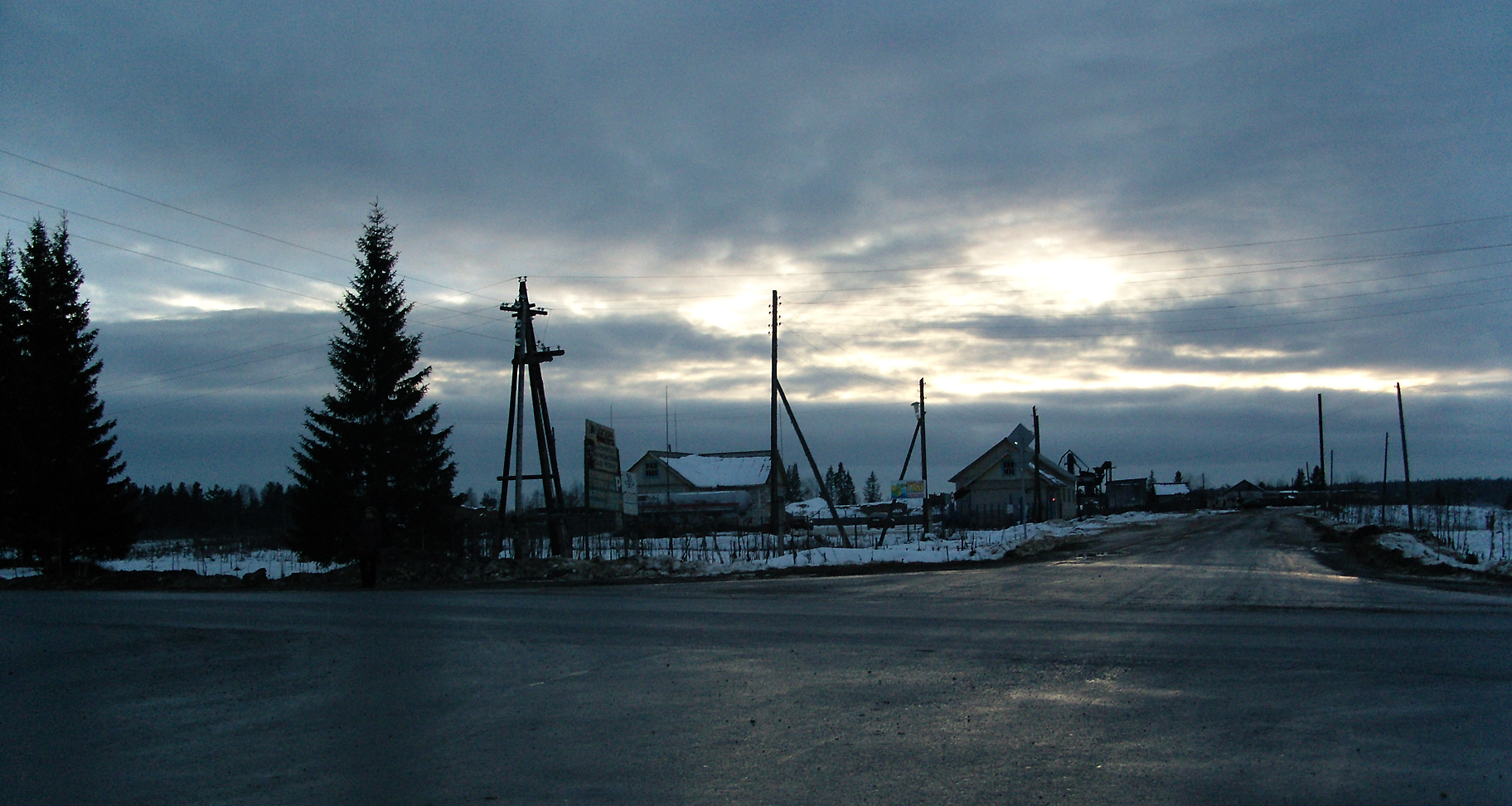
Letka.